# Kohe Urgunt
Der Kohe Urgunt (Sirt-e-Urgend-e-Bala, „Schneegipfel des oberen Urgunt-Tals“) ist ein Berg im Hindukusch-Hauptkamm an der pakistanisch-afghanischen Grenze.

## Lage
Der Kohe Urgunt hat eine Höhe von 7038 m. An seiner Südflanke strömt der Hoski-o-Shayoz-Gletscher. 5,92 km weiter westlich liegt der 6550 m hohe Shar Dhar. 6,3 km weiter östlich befindet sich der 7017 m hohe Akher Tsagh.

## Besteigungsgeschichte
Der Kohe Urgunt wurde im Jahr 1962 von einer schweizerischen Expedition von dem an der tadschikischen Grenze gelegenen Ort Langar aus erstbestiegen. Am 4. September gelang Simon Burghardt, Alois Strickler, Hanspeter Ryf und Max Eiselin die Gipfelbesteigung. Am 7. September erreichten Alois Strickler und Victor Wyss den Gipfel.